# باربارا لیسکف
باربارا لیسکف (به انگلیسی: Barbara Liskov)، (باربارا جِین هابرمن) ‏ زاده ۱۹۳۹، دانشمند علوم رایانه است.
او در سال ۲۰۰۸ جایزه تورینگ را به علت «ابداعات اساسی در طراحی زبان برنامه‌نویسی» دریافت کرد.

## زندگی‌نامه

### سنین جوانی و تحصیلات
لیسکف در ۷ نوامبر ۱۹۳۹ در یک خانواده یهودی در لس آنجلس، کالیفرنیا به دنیا آمد. او در سال ۱۹۶۱ مدرک کارشناسی در ریاضیات را در دانشگاه کالیفرنیا، برکلی دریافت کرد. او در کلاس‌ها دانشگاه تنها یک همکلاسی زن دیگر داشت، بقیه مرد بودند. بعد از فارغ‌التحصیلی از دانشگاه کالیفرنیا برای دانشگاه پرینستون درخواست داد، در آن زمان پرینستون دانش‌آموزان دختر در رشته ریاضیات را نمی‌پذیرفت. او در برکلی پذیرفته شد اما به جای تحصیل به بوستون نقل مکان کرد و در شرکت میتر (Mitre) شروع به کار کرد. آنجا بود که به رایانه و برنامه‌نویسی علاقه‌مند شد.
او «استاد مؤسسه» (به انگلیسی: Institute Professor) در دانشگاه‌ام‌آی‌تی است که بالاترین درجه استادی در این دانشگاه به حساب می‌آید.
در سال ۲۰۰۸ او دومین زنی است که جایزه تورینگ را دریافت کرده‌است. در سال ۲۰۰۴ نیز مدال جان فون نیومن را دریافت کرد.
لیسکف زبان برنامه‌نویسی سی‌ال‌یو و آرگوس را ابداع کرده و همراه جانت ویگ، اصل جانشینی لیسکف را اثبات کرده‌است.
او نویسنده سه کتاب و صدها مقاله تخصصی است.

## جوایز
لیسکف عضو آکادمی ملی مهندسی، آکادمی ملی علوم و عضو آکادمی علوم و هنر آمریکا و انجمن ماشین‌های حسابگر (ACM) است. در سال ۲۰۰۲، او یکی از برترین زنان اعضای هیئت علمی در MIT و در میان برترین ۵۰ عضو هیئت در علوم در ایالات متحده شناخته شد. در سال ۲۰۰۲، مجله دیسکاور، لیسکف را یکی از مهمترین زنان از میان ۵۰ زن مهم در علم شناخت.
در سال ۲۰۰۴، باربارا لیسکف برنده مدال جان فون نویمان برای «مشارکت جدی و موثرش در زبان‌های برنامه‌نویسی، روش برنامه‌نویسی و رایانش توزیع‌شده» شد. در ۱۹ نوامبر ۲۰۰۵، به باربارا لیسکف و دانلد کنوت دکترای افتخاری مؤسسه فناوری فدرال زوریخ اعطا شد. او در سال ۲۰۱۱ موفق از دانشگاه لوگانو و در سال ۲۰۱۸ از دانشگاه پلی‌تکنیک مادرید به دریافت مدرک دکترای افتخاری شد.
لیسکف در مارس ۲۰۰۹ جایزه تورینگ ۲۰۰۸ را برای کارش در طراحی زبان‌های برنامه‌نویسی و روش‌شناسی نرم‌افزار که منجر به توسعه برنامه‌نویسی برنامه‌نویسی شیءگرا شد، از ACM دریافت کرد. او در سال ۲۰۱۲ به تالار مشاهیر مخترعان ملی معرفی شد.